# Arrondissement de Pithiviers
L'arrondissement de Pithiviers est un arrondissement français situé dans le département du Loiret et la région Centre-Val de Loire. C'est l'un des trois arrondissements du Loiret.
Son chef-lieu est la ville de Pithiviers, également sous-préfecture du département.

## Géographie
L'arrondissement est situé dans la région naturelle du Gâtinais et comprend l'aire urbaine de Pithiviers.
Il est limitrophe des arrondissements de Chartres (Eure-et-Loir) à l'Ouest, Orléans au Sud, Montargis au Sud-Est, Étampes (Essonne) et Évry (Essonne) au Nord et Fontainebleau (Seine-et-Marne) à l'Est.

## Composition

### Composition cantonale avant 2015
Il était composé de cinq cantons :
| Canton            | code INSEE | Superficie (km²) | Population (2008) |
| ----------------- | ---------- | ---------------- | ----------------- |
| Beaune-la-Rolande | 4503       | 224,84           | 10 174            |
| Malesherbes       | 4517       |                  | 11 658            |
| Outarville        | 4526       |                  | 8 768             |
| Pithiviers        | 4529       | 338,11           | 23 074            |
| Puiseaux          | 4530       | 123,02           | 6 980             |

### Composition cantonale depuis 2015
Un nouveau découpage territorial entre en vigueur réduit le nombre de cantons à deux.
| Canton      | Code INSEE | Superficie (km²) | Population (2016) |
| ----------- | ---------- | ---------------- | ----------------- |
| Malesherbes | 4509       | 692.13           | 37 191            |
| Pithiviers  | 4517       | 590.74           | 32 813            |

### Découpage communal depuis 2015
Depuis 2015, le nombre de communes des arrondissements varie chaque année soit du fait du redécoupage cantonal de 2014 qui a conduit à l'ajustement de périmètres de certains arrondissements, soit à la suite de la création de communes nouvelles. 
Au 1er janvier 2024, l'arrondissement groupe les 79 communes suivantes :
1. Andonville
2. Aschères-le-Marché
3. Ascoux
4. Attray
5. Audeville
6. Augerville-la-Rivière
7. Aulnay-la-Rivière
8. Autruy-sur-Juine
9. Auxy
10. Barville-en-Gâtinais
11. Batilly-en-Gâtinais
12. Bazoches-les-Gallerandes
13. Beaune-la-Rolande
14. Boësses
15. Boiscommun
16. Boisseaux
17. Bondaroy
18. Bordeaux-en-Gâtinais
19. Bouilly-en-Gâtinais
20. Bouzonville-aux-Bois
21. Boynes
22. Briarres-sur-Essonne
23. Bromeilles
24. Césarville-Dossainville
25. Chambon-la-Forêt
26. Charmont-en-Beauce
27. Châtillon-le-Roi
28. Chaussy
29. Chilleurs-aux-Bois
30. Courcelles-le-Roi
31. Courcy-aux-Loges
32. Crottes-en-Pithiverais
33. Dadonville
34. Desmonts
35. Dimancheville
36. Échilleuses
37. Égry
38. Engenville
39. Erceville
40. Escrennes
41. Estouy
42. Gaubertin
43. Givraines
44. Grangermont
45. Greneville-en-Beauce
46. Guigneville
47. Intville-la-Guétard
48. Jouy-en-Pithiverais
49. Juranville
50. Laas
51. Léouville
52. Lorcy
53. Le Malesherbois
54. Mareau-aux-Bois
55. Marsainvilliers
56. Montbarrois
57. Montliard
58. Morville-en-Beauce
59. Nancray-sur-Rimarde
60. La Neuville-sur-Essonne
61. Nibelle
62. Oison
63. Ondreville-sur-Essonne
64. Orville
65. Outarville
66. Pannecières
67. Pithiviers
68. Pithiviers-le-Vieil
69. Puiseaux
70. Ramoulu
71. Rouvres-Saint-Jean
72. Saint-Loup-des-Vignes
73. Saint-Michel
74. Santeau
75. Sermaises
76. Thignonville
77. Tivernon
78. Vrigny
79. Yèvre-la-Ville

## Démographie
La population de l'arrondissement est en augmentation constante depuis 1968.

En 2022, l'arrondissement comptait 62 640 habitants.
| 1968   | 1975   | 1982   | 1990   | 1999   | 2006   | 2011   | 2016   | 2021   |
| ------ | ------ | ------ | ------ | ------ | ------ | ------ | ------ | ------ |
| 45 315 | 47 554 | 49 843 | 53 738 | 57 120 | 59 924 | 62 307 | 63 483 | 62 828 |

| 2022   | - | - | - | - | - | - | - | - |
| ------ | - | - | - | - | - | - | - | - |
| 62 640 | - | - | - | - | - | - | - | - |

## Administration
Christophe Hurault est le sous-préfèt de l'arrondissement de Pithiviers.

## Histoire
L'arrondissement de Pithiviers est créé en 1800, supprimé en 1926 puis rétabli en 1942.
Entre 1926 et 1942, les cantons de Beaune-la-Rolande et Puiseaux sont rattachés à l'arrondissement de Montargis et les cantons de Malesherbes, Outarville et Pithiviers à  l'arrondissement d'Orléans.

### Sous-préfets
- 18nn : Paul-Augustin Lambert de Chamerolles
- Alphonse-Denis de Loynes dans la première moitié du XIXe siècle[7]
- 22 janvier 1979 : Christian Galliard de Lavernée